# Cryptocephalus tenuelimbatus
Cryptocephalus tenuelimbatus es una especie de insecto coleóptero de la familia Chrysomelidae.
Fue descrita científicamente en 1995 por Lopatin.